# Glossiphoniidae
Glossiphoniidae – rodzina wyłącznie słodkowodnych pijawek ryjkowych (Rhynchobdellida) obejmująca około 150 gatunków charakteryzujących się ciałem silnie spłaszczonym w płaszczyźnie grzbieto-brzusznej oraz brakiem klitellum. 
Są wśród nich gatunki krwiopijne pasożytujące na kręgowcach oraz drapieżne – atakujące mięczaki, skąposzczety, larwy ochotkowatych oraz inne drobne bezkręgowce. Glossiphoniidae opiekują się potomstwem.
W Polsce występuje 14 gatunków pijawek z tej rodziny, z rodzajów:
- Alboglossiphonia
- Batracobdelloides
- Glossiphonia
- Helobdella
- Hemiclepsis
- Placobdella
- Theromyzon